# テックス・アヴェリー

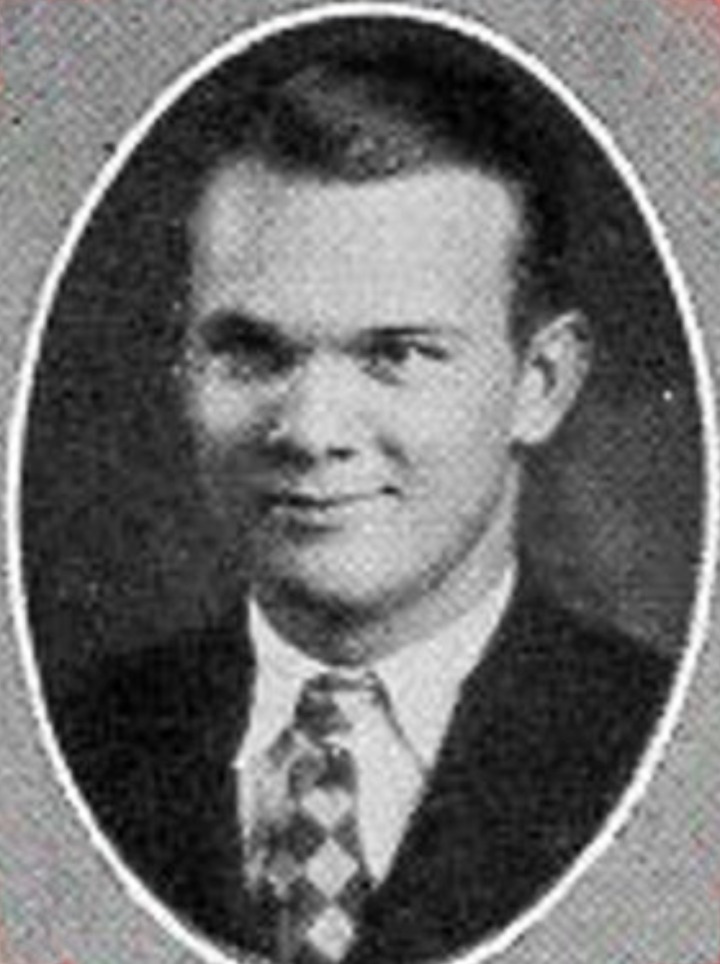
1926年

テックス・アヴェリー（Frederick Bean "Fred/Tex" Avery、1908年2月26日 - 1980年8月26日）は、アメリカ合衆国テキサス州出身のアニメーター。ハリウッドにおけるカートゥーン黄金時代を築いたアニメーター、アニメ監督のひとり。
ワーナー・ブラザースとメトロ・ゴールドウィン・メイヤー（MGM）のために最高の仕事をし、バッグス・バニー、ダフィー・ダック、ドルーピーなどの人気キャラクターを生み出した。1940年代から1950年代のほとんど全てのカートゥーンに彼の影響を見ることが出来る。
ファミリーネームの仮名表記にはエイヴリー（エイブリー）やアベリーとされているものもある。実際の発音は「エイヴァリー」に近い。

## 特徴
彼のスタイルは、ウォルト・ディズニーによって確立されたウルトラ・リアリズム（映画『白雪姫』などに見られる、実写フィルムから1コマずつセルを描き起こし、フルアニメーションを作成する手法）をぶち壊し、実写映画の亜流になりかけていたアニメーションをその限界から解き放つものであった。彼の残した有名な言葉に「カートゥーンの世界では不可能なことなど無い」があり、彼の作品は文字通りそれを実践したものであった。
彼の作品の中では、人格をもつキャラクターを含む全ての物体が、ゴムのように自在に伸び縮みし、ガラスのように砕け、鋼鉄のように固くなった。また物理法則はやすやすと無視され、どんな暴力が行われても（たとえ腹中に飲み込んだダイナマイトが爆発しても）キャラクターが死ぬことはなかった。

## 経歴

### 生い立ち
テックス・アヴェリーは、テキサス州テイラー（Taylor）の町で、アラバマ州生まれの父ジョージ・ウォルトン・アヴェリーとミシシッピ州生まれの母メアリー・オーガスタ・「ジェシー」・ビーンの間に生まれた。彼の先祖はロイ・ビーン（Roy Bean、テキサスのバーのマスターで治安判事（justice of the peace）として数々の伝説を残した人物）と言われ、さらに家族はダニエル・ブーンの末裔であると自称していたがどちらも定かではない。
アヴェリーはテイラーで育ち当地の高校を出た。高校での流行り言葉だった「What's up, doc?」は、後に1940年代の『ルーニー・テューンズ』でのバッグス・バニーの台詞「どったの、センセー？（What's up, doc?）」に流用されている。
アヴェリーは1930年代初頭、ウォルター・ランツがプロデューサーを務めていたユニバーサル・スタジオのアニメーション・スタジオ（1935年にユニバーサルから独立し、ウォルター・ランツ・プロダクションズとなる）で『Oswald the Lucky Rabbit』の製作にかかわり、アニメーターとしての最初の一歩を踏み出している。このスタジオ勤務時代、スタジオでのバカ騒ぎの最中にアヴェリーの左目に紙バサミが飛び込み、以降左目の視力をほとんど失った。このため彼は立体的な視野や奥行きの感覚を失い、結果奇妙なアニメーションのキャラクターデザインや演出が生まれたと見る者もいる。

### 「ターマイト・テラス」
アヴェリーは1935年末にワーナー系列のアニメーション・スタジオであるレオン・シュレジンガー・プロダクション（Leon Schlesinger Production）にベン・ハーダウェイに変わる形で移ったが、初対面のレオン・シュレジンガーを相手に、自分自身をアニメーター達のユニットの責任者にして自分の作りたいアニメーションを作らせてほしいと懇願する。シュレジンガーは説得に負け、ボブ・クランペット（Bob Clampett）やチャック・ジョーンズ（Chuck Jones）､バーギル・ロス（Virgil Ross）らアヴェリーを支えるアニメーター達からなるアヴェリー班を発足させた。サンセット大通りのワーナー・ブラザースのスタジオのバックロット（オープンセット用の広大な用地）にあった五部屋のバンガローで、アヴェリー班はテクニカラーの『メリー・メロディーズ』ではなく白黒の『ルーニー・テューンズ』を主に製作するよう命じられた（『メリー・メロディーズ』は、フリズ・フレレング（Friz Freleng）が主に担当した）。彼らの別棟はやがて、シロアリ（termite）の多さから「ターマイト・テラス」（Termite Terrace）の異名で呼ばれるようになる。
ターマイト・テラスは、後にシュレジンガーおよびワーナーのアニメスタジオの別名となった。これはひとえにアヴェリー班が「ワーナー・ブラザースのカートゥーン」というものを定義する作品を作り出したことによる。彼らの初の短編、『金鉱発見（原題：Golddiggers of '49､1935年）』はポーキー・ピッグ（Porky Pig）をスターにした最初の作品で、アヴェリーのアニメーションにおける実験もここから始まっていた。
アヴェリーと、クランペットやジョーンズ、さらに1936年にジャック・キングから変わった新しい共同監督フランク・タシュリンは新しいアニメーションの基礎を作り、1940年代から50年代にかけてウォルト・ディズニー・プロダクションや、フライシャー・スタジオといったメジャーアニメスタジオを短編アニメーション映画の王座から引き降ろし、バッグス・バニーやダフィー・ダックなど21世紀の現在もその名をとどろかせるカートゥーン・キャラクターを多く生み出した完璧主義者のアヴェリーはこれらに深く関わった。ギャグをコンスタントに作り続け、自ら声優も務め（彼のトレードマークは、腹から出る笑い声だった）、細かいタイミングなど演出や動画をコントロールし、ギャグのタイミングを外したと思ったらネガが完成していても自ら編集しなおすほどだった。ただしアヴェリーはバッグス・バニーの映画のうち4作品しか監督を完遂していない。最後の作品、『イタズラなウサギ（原題：The Heckling Hare､1941年）』のギャグをめぐって、過激さを追求したアヴェリーとこれに手を入れたシュレジンガーの間で争いが起き、アヴェリーは着手していた作品を残したまま1941年末にスタジオを去ってMGMへ移った。
MGM移籍までの短期間、アヴェリーは動物の実写映像に、アニメーションで唇の動きを追加して話しているように見せるというアイデアを、友人でパラマウント映画のために短編映画『Unusual Occupations』シリーズをプロデュースしているジェリー・フェアバンクス（Jerry Fairbanks）に持ち掛けた。かつてシュレジンガーに却下された発想だったがフェアバンクスはこのアイデアを気に入り"in the Zoo"、"Down on the Farm（ルー・リリーと共同監督）"、 "in a Pet Shop（フェアバンクス、ロバート・カーライスルと共同監督）" の3本をアヴェリーに監督させた。これも 『動物たちのおしゃべり（Speaking of Animals）』としてシリーズ化され、他の監督の手で1949年まで続いている。ただし1944年以前のシリーズ作品は多くがフィルム紛失、あるいは欠損があり、アヴェリー監督作品のうちフィルムが現存するのは"Down on the Farm"だけである。

### MGM時代
1942年にはアヴェリーはMGMの従業員となっており、フレッド・クインビー（Fred Quimby）指揮下のカートゥーン部門で働いた。シュレジンガー率いるワーナー・スタジオの下で窒息しそうな気分になっていたアヴェリーはMGMで創作力を爆発させる。彼のカートゥーンはペースの早さと気の狂ったようなナンセンスなギャグ、およびアニメーションや映画という媒体自体をネタにした遊びや楽屋落ちなどで有名となった。MGMはアヴェリーにワーナー時代以上の予算を与え、よりクオリティの高い映画を求めた。こうした環境の変化は彼のMGM時代最初の短編映画『The Blitz Wolf』（『うそつき狼』）に明らかである。アドルフ・ヒトラーに対する風刺であったこの映画は1942年のアカデミー賞の短編アニメーション部門にノミネートされた。
アヴェリーのMGM時代におけるもっとも有名なキャラクター、ドルーピー（Droopy Dog）は1943年の『Dumbhounded』（『つかまるのはごめん』）で登場した。当時「ハッピー・ハウンド」と呼ばれていたこの犬は、アヴェリーの登場キャラクターには少ない、物静かでしゃべり方も歩き方ものっそりとしたキャラクターだった。またアヴェリーは同時にきわどいキャラクターも作り出している。1943年の『Red Hot Riding Hood』（『おかしな赤頭巾』）には、赤ずきん（Red Riding Hood）の代わりにピンナップガールのようにセクシーなナイトクラブの女性が登場し、当時の少年たち（未来のアニメーターたちも含む）の心にインパクトを残した。その他、凶暴な「人の悪いリス」（Screwball "Screwy" Squirrel）、『二十日鼠と人間』にインスパイアされた「デカ吉チビ助」（George and Junior）の二人組などのキャラクターが生まれている。
アヴェリーがMGMで手がけた有名な作品には『Bad Luck Blackie』（呪いの黒猫）、『Magical Maestro』（へんてこなオペラ）、『Lucky Ducky』（ウルトラ子がも）、『King-Size Canary』（太りっこ競争）などがある。MGM在籍当初は豊かな色彩とリアルな背景を作品の特徴としていたアヴェリーは、しだいにこれらを捨て、リアリズムから離れた狂的なスタイルをとるようになった。彼の新しいスタイリッシュな映像は、後にリミテッド・アニメーションを生むユナイテッド・プロダクション・オブ・アメリカ（UPA、United Productions of America）に影響を与えた。動きや背景や色彩のリアルさがそぎ落とされていった背景には、カートゥーンの予算が高まるにつれコスト削減もまた必要になったことがあるほか、アヴェリー自身が実写映画のリアリティに基づかないアニメーション表現を求めていたこともある。技術の進んだ未来を予測した当時の短編ニュース映画を風刺した「未来シリーズ」の諸作品、『The House of Tomorrow』（こんなお家は）、『Car of Tomorrow』（ステキな自動車）、『TV of Tomorrow』（うらやましいテレビ）はこの時期に作られた。またゆっくりしたしゃべり方をする狼のキャラクターは、MGM出身のハンナ・バーベラ・プロダクションのキャラクター「Huckleberry Hound」（珍犬ハックル）の原型となった。
アヴェリーは1950年に1年間の休暇年度をとったが、この間にウォルター・ランツ・スタジオから移ったディック・ランディー（Dick Lundy）がアヴェリーの制作班を引き継ぎドルーピーの短編を作った。アヴェリーは1951年秋のスタジオ復帰後、『DEPUTY DROOPY』（呼べど叫べど）、『CELLBOUND』（逃げてはみたけど）の二本を作り、1953年に完成させた（公開は1955年）。これらはのちの彼の作品同様、アヴェリーの班にいたアニメーター、マイケル・ラー（Michael Lah）との共同監督作品であった。ラーは以後、ドルーピーシリーズのシネマスコープ映画を多数監督する。燃え尽きたアヴェリーは1953年にMGMを退社してウォルター・ランツ・スタジオに戻った。

### MGM以後
アヴェリーのウォルター・ランツ・プロでの日々は短かった。彼は1954年から1955年に『Crazy Mixed-Up Pup』『Shh-h-h-h-h』『I'm Cold』『The Legend of Rockabye Point』の4本を監督した。ペンギンのチリー・ウィリー（Chilly Willy the penguin）のキャラクターを固めた『The Legend of Rockabye Point』と、もう一本『Crazy Mixed-Up Pup』はアカデミー賞にノミネートされたが、アヴェリーは給与をめぐる問題でスタジオを去り、以後劇場用作品を撮ることはなかった。
彼はアニメーションによるテレビ・コマーシャルの分野へ転じ、ジョンソンの殺虫剤「Raid」の虫のキャラクターや、フリトレーのキャラクター「Frito Bandito」（メキシコの盗賊風のキャラクターだったが、メキシコ系アメリカ人からステレオタイプであることを問題視され、1971年以後引退している）などの登場するテレビ・コマーシャルを製作した。また、かつてワーナーのターマイト・テラスに在籍していた当時のキャラクターを起用したフルーツドリンクの宣伝も製作した。
1960年代から1970年代、彼は同僚からの尊敬を受け続けていたが、徐々に控え目な性格となりうつ病を患うようになった。彼の最後に在籍した会社はハンナ・バーベラ・プロダクションであり、彼はここでテレビの土曜朝の子供向けアニメ（『Kwicky Koala』など）のためのギャグを書いていた。
1980年8月26日、彼はハンナ・バーベラでの仕事中に72歳で死去した。彼はその1年前から肺がんを患っていた。彼はロサンゼルスのハリウッドヒルズにあるForest Lawn Memorial Park に埋葬された。彼の作品は1980年代末のアメリカのアニメーション復興期に再発見され、世界中のアニメーション制作者やファンから尊敬を受け続けているが、彼自身はこれを生きて体験することはなかった。

## 製作スタッフ

### MGM時代
アヴェリーの元には有能なスタッフが集い、アヴェリー作品にとっては欠かせない存在であった。1949年に公開された「呪いの黒猫」までの前期作品では主にプレストン・ブレアをはじめ、レイ･エイブラムズ、エド･ラブの「3人組」がアニメータとしてアヴェリーを補佐した。うちブレアはアヴェリーの片腕的な存在で、赤ずきんのパロディー的な作品に登場する美女などを生み出すのに貢献した。また、1942年から43年までは、「3人組」に加えてアーヴン・スペンスもアニメーターとして携わっていたが、トムとジェリーの製作に携わるため、アヴェリーの班を去りことになった。1946年からは「3人組」にウォルター・クリントンが加わった。
1948年にブレアがハンナ=バーベラ側のアニメータであったマイケル・ラーとともに新ユニットを結成し、クマのバーニー作品の製作を指揮するようになると、エイブラムズもブレアとラーの班に配属替えとなり、ラブもMGMを退社したためにアヴェリーを支え続けた「3人組」は解散したが、アヴェリーの班には新たにグラント・シモンズが配属され、ウォルター･ランツとの掛け持ちであったロバート・ベントレーらが補佐する体勢となった。この頃、脚本を担当していたヘック･アレンもMGMを去り、ワーナー時代にアヴェリー作品を担当していたリッチ・ホーガンらが後を担うことになる（アレンは後に復帰）。
そんなブレアとラーの班が3作品という短命に終わると、エイブラムズはMGMを去るが、ブレアはそのままアヴェリーの班に復帰する。しかし、1949年に公開された「チャンピオン誕生」を最後にブレアもMGMを去ってしまうが、この作品からラーがアヴェリーの班に加わり、クリントンとシモンズともに再び「3人組」が結成される。その新「3人組」をベントレーとハンナ＝バーベラ班との掛け持ちであったレイ･パターソンらで補佐する体制となる。トムとジェリーの真ん中で公開された作品の大半は「チャンピオン誕生」以降の後期作品であり、新「3人組」体勢以降は驚異的なペースで作品が量産され、前期作品を踏襲しつつもドルーピーをはじめブルドッグのスパイク、口笛を吹くオオカミなど個性的なキャラクター・作品が数多く生み出される。それらの作品のほか、アヴェリーが1950年に1年間MGMから離れている間にディック・ランディーにより再びクマのバーニー作品が製作されたが、それらも新「3人組」をはじめとするアヴェリーの班が担っていた。
アヴェリーが1953年にMGMを去ると、シモンズとクリントンもMGMを退社し、数多くの傑作を世に送り出したアヴェリーのアニメーション製作班も解散となった。MGMの経費削減策により、以後はハンナ=バーベラの班に一本化された。なお、MGMに残ったラーがハンナ＝バーベラのプロデュースの元でアヴェリーの流れを汲むドルーピー作品を手がけ、MGMがアニメーション製作部門を閉鎖する1957年までに6本製作された。

## 主なシリーズ
日本では、TVアニメ『トムとジェリー』の番組内で、3本立ての2本目として放映されていたことで有名である。
- ドルーピー
- デカ吉チビ助
- 未来シリーズ

## 作品一覧

### ワーナー・ブラザーズ製作
ワーナー・ブラザーズ・カートゥーンで製作された作品は、以下の通り。
- 金鉱発見 Golddiggers of '49 1935年11月2日（ビーンズ）（ポーキー・ピッグ）（リトル・キティ）
- グローリー嬢を迎えよう Page Miss Glory 1936年3月7日
- ポーキーのパイロット志願 Plane Dippy 1936年4月30日（ポーキー・ピッグ）（ビーンズ）（リトル・キティ）
- 末はジャズシンガー I Love to Singa 1936年7月18日（オウル・ジョンソン）
- プロレスの王者!ポーキー Porky the Wrestler 1937年1月9日（ポーキー・ピッグ）
- 闘牛で大騒動 Picador Porky 1937年2月27日（ポーキー・ピッグ）
- ポーキーのアヒル狩り Porky's Duck Hunt 1937年4月17日（ポーキー・ピッグ）（ダフィー・ダック）
- ポーキーのドでか作物 Porky's Garden 1937年9月11日（ポーキー・ピッグ）
- ダフィとエッグヘッド Daffy Duck and Egghead 1938年1月1日（ダフィー・ダック）（エッグヘッド）
- ダフィ、ハリウッドに行く Daffy Duck in Hollywood 1938年12月12日（ダフィー・ダック）
- 芸能コンテスト Hamateur Night 1939年1月28日（エッグヘッド）
- 動物園での一日 A Day at the Zoo 1939年3月11日（エッグヘッド）
- 客は見ていた Thugs With Dirty Mugs 1939年5月6日
- 早起きは三文の危機 The Early Worm Gets the Bird 1940年1月13日
- 熊の話 The Bear's Tale 1940年4月13日
- 野生のバニー A Wild Hare 1940年7月27日（バッグス・バニー）（エルマー・ファッド）※アカデミー短編アニメ賞ノミネート
- カメ、ウサギに勝つ Tortoise Beats Hare 1941年3月15日（バッグス・バニー）（セシル・タートル）
- ハリウッドの出番 Hollywood Steps Out 1941年5月24日
- イタズラなウサギ The Heckling Hare 1941年7月5日（バッグス・バニー）（チャーリー・ドッグ）
- ウサギシチューはいかが? All This and Rabbit Stew 1941年9月13日（バッグス・バニー）

※下記3作はアヴェリーの同僚だったボブ・クランペットとの共同作業（しかし、アヴェリーの名前は表示されていない）
- The Cagey Canary 1941年11月22日
- Aloha Hooey 1942年1月31日
- Crazy Cruise 1942年3月26日

### MGM製作
MGMカートゥーン・スタジオで製作された作品は、以下の通り。
- うそつき狼 Blitz Wolf 1942年8月22日（オオカミ）※アカデミー短編アニメ賞ノミネート
- のろまな早起鳥 The Early Bird Dood It! 1942年8月29日
- つかまるのはごめん むっつりワン君のお手柄 DUMB HOUNDED 1943年3月20日（ドルーピー）（オオカミ）
- おかしな赤頭巾 Red Hot Riding Hood 1943年5月8日（オオカミ）（踊り子）
- ある殺人 Who Killed Who? 1943年6月19日
- 子豚のクリスマス One Ham's Family 1943年8月14日
- 腹ペコハゲタカ Whats Buzzin Buzzard? 1943年11月27日
- 人の悪いリス Screwball Squirrel 1944年4月1日（狂暴リス）
- とんだ野球試合 Batty Baseball 1944年4月22日
- リスの脱走ごっこ Happy-Go-Nutty 1944年6月24日（狂暴リス）
- インディアンのお婿さん Big Heel-Watha 1944年10月21日（狂暴リス）
- さぼり屋リス The Screwy Truant 1945年1月13日（狂暴リス）
- アラスカの拳銃使い Shooting Of Dan McGoo 1945年3月3日（ドルーピー）（オオカミ）（踊り子）
- ずるがしこい七面鳥 Jerky Turkey 1945年4月7日
- 狼とシンデレラ Swing Shift Cinderella 1945年8月25日（オオカミ）（踊り子）
- 迷探偵ドルーピー西部の早射ち 早うちワン君 Wild And Wolfy 1945年11月3日（ドルーピー）（オオカミ）（踊り子）
- ぼくはひとりぼっち Lonesome Lenny 1946年3月9日（狂暴リス）
- いじわるニワトリ The Hick Chick 1946年6月15日
- 迷探偵ドルーピーの大追跡 むっつりワン君の早業 Northwest Hounded Police 1946年8月3日（ドルーピー）（オオカミ）
- デカ吉チビ助のニワトリ狩り HENPECKED HOBOES 1946年10月26日（デカ吉チビ助）
- デカ吉チビ助の野良犬狩り Hound Hunters 1947年4月12日（デカ吉チビ助）
- デカ吉チビ助の消防士 RED HOT RANGERS 1947年5月31日（デカ吉チビ助）
- うそつきトム Uncle Tom's Cabaña 1947年7月19日（オオカミ）（踊り子）
- ねずみはこわい Slap Happy Lion 1947年9月20日
- 太りっこ競争 King-Size Canary 1947年12月6日（黒猫）
- ピョン助の家出 What Price Fleadom 1948年3月20日
- スカンク君の悩み Little Tinker 1948年5月15日
- デカ吉チビ助のアフリカ探検 HALF-POINT PIGMY 1948年8月17日（デカ吉チビ助）
- ウルトラ子がも LUCKY DUCKY 1948年10月9日
- 月へ行った猫 THE CAT THAT HATED PEOPLE 1948年11月20日（黒猫）
- 呪いの黒猫 BAD LUCK BLACKIE 1949年1月22日（黒猫）
- チャンピオン誕生 SENOOR DROOPY 1949年4月9日（ドルーピー）（オオカミ）
- こんなお家は HOUSE OF TOMORROW 1949年6月11日（未来シリーズ）
- ねむいウサギ狩り DOGGONE TIRED 1949年7月30日
- 財産をねらえ Wags To Riches 1949年8月13日（ドルーピー）（スパイク）
- 田舎狼と都会狼 Little Rural Riding Hood 1949年9月17日（オオカミ）（踊り子）
- いかさま狐狩り Out-Foxed 1949年11月5日（ドルーピー）
- 腹ペコ野良猫 The Counterfeit Cat 1949年12月24日（スパイク）（黒猫）
- 腹話術は楽し VENTRILOQUIST CAT 1950年5月27日（スパイク）（黒猫）
- 恐怖よさらば THE CUCKOO CLOCK 1950年6月10日（黒猫）
- いたずらモグラ GARDEN GOPHER 1950年9月30日（スパイク）
- スポーツの王様 The Chump Champ 1950年11月4日（ドルーピー）（スパイク）
- 森の小さな靴屋さん THE PEACHY COBBLER 1950年12月9日
- ブルさんはおねむ COCKADOODLE DOG 1951年2月10日（スパイク）
- ドルーピー君サーカスへ行く DAREDEVIL DROOPY 1951年3月31日（ドルーピー）（スパイク）
- 最優秀ボーイスカウト Droopy's Good Deed 1951年5月5日（ドルーピー）（スパイク）
- へんな体験記 SYMPHONY IN SLANG 1951年6月6日
- ステキな自動車 CAR OF TOMORROW 1951年9月22日（未来シリーズ）
- 双児騒動 DROOPY'S DOUBLE TROUBLE 1951年11月17日（ドルーピー）（スパイク）
- へんてこなオペラ Magical Maestro 1952年2月9日（スパイク）
- ボクはスポーツカー ONE CAB'S FAMILY 1952年5月15日
- 冬眠中はお静かに ROCK-A-BYE BEAR 1952年7月26日（スパイク）
- ぼくはジェット機 LITTLE JOHNNY JET 1953年4月18日　※アカデミー賞短編アニメ部門候補
- うらやましいテレビ T.V. OF TOMORROW 1953年6月6日（未来シリーズ）
- 勝利はいただき THREE LITTLE PUPS 1953年12月26日（ドルーピー）（口笛オオカミ）
- 西部の大決闘 DRAG-ALONG DROOPY 1954年1月30日（ドルーピー）
- 何でもウメェー BILLY BOY 1954年5月8日（オオカミ）
- 西部開拓史 HOMESTEADER DROOPY 1954年7月10日（ドルーピー）
- 楽しい農場 FARM OF TOMORROW 1954年9月18日（未来シリーズ）
- ノミのサーカス THE FLEA CIRCUS 1954年11月6日
- デキシーランド犬 DIXIELAND DROOPY 1954年12月4日（ドルーピー）
- 善人エド FIELD AND SCREAM 1955年4月30日
- 悪人の誕生 THE FIRST BAD MAN 1955年9月30日

※下記2作はアヴェリーのアシスタントをしていたマイケル・ラー（MICHAEL LAH）との共同制作。
- 呼べど叫べど DEPUTY DROOPY 1955年10月28日（ドルーピー）
- 逃げてはみたけど CELLBOUND 1955年11月25日（スパイク）

※下記2作はハンナ=バーベラによるリメイク作品（シネマスコープ）
- 財産をねらえ Millionaire Droopy 1956年9月21日（ドルーピー）（スパイク）
- 腹話術は楽し Cat's Meow 1957年1月25日

現在テレビで再放送されているアヴェリーの作品は、後に再公開されたものがほとんどであるため、エンドカードが統一デザインとなっている。また、1950年以降再公開された作品に実写映画のクレジットやエンドカードに入っているMGMの社章は入らない。

## 関連商品
テックス・アヴェリー作品は「TEX AVERY'S SCREWBALL CLASSICS」というタイトルでVHSになっている（日本未発売）が現在は廃盤。だが唯一フランスでのみDVDが発売されている。日本では「楽しいハリウッドアニメ/ 月へ行った猫」というタイトルでVHSが発売された（吹き替え版）。
また日本で現在パブリック・ドメインで発売されている「ドルーピーDVD　BOX」は、アヴェリーによるドルーピーのほか、「赤ずきん」「小鴨」「黒猫」などアヴェリーの代表作が14本同時収録されており、実質的な「アヴェリー傑作選」となっている。